# توماس گرشام

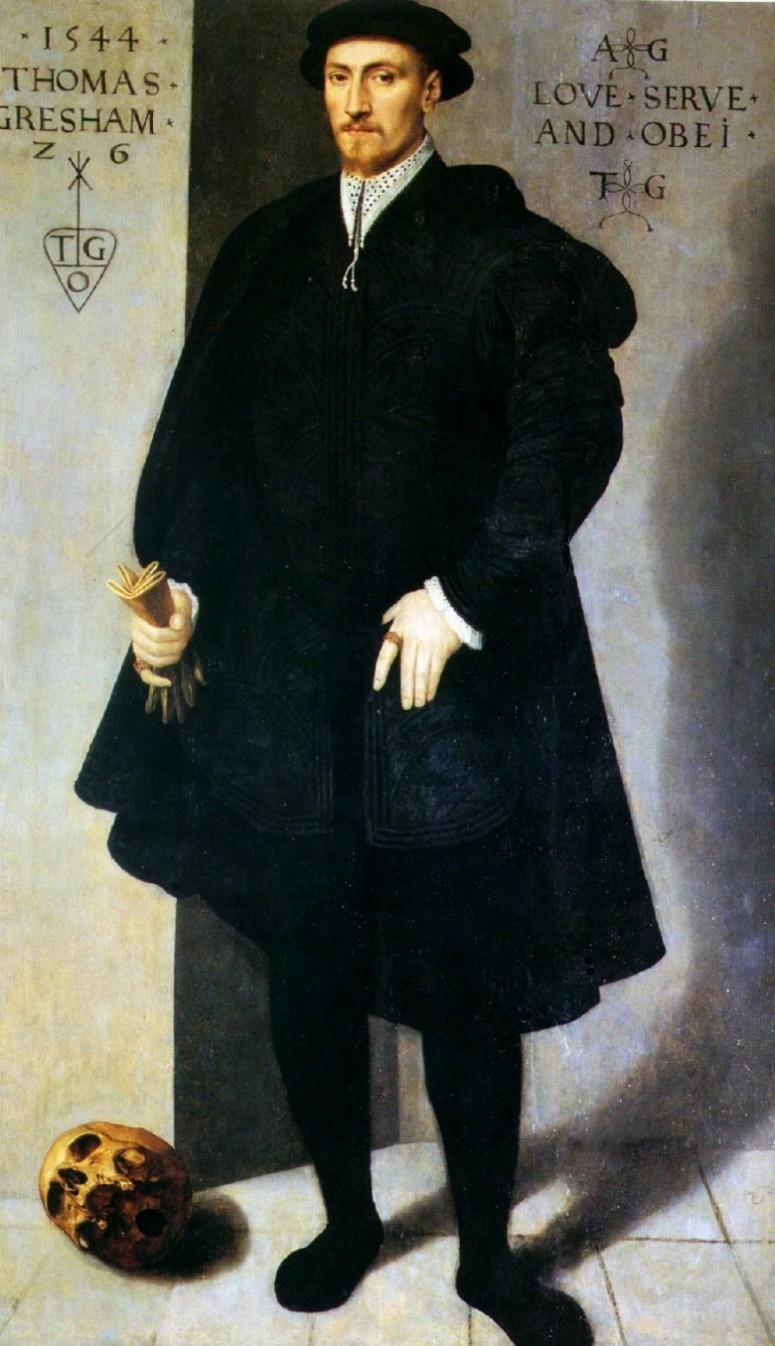
پرتره توماس گرشام، روی تصویر ۲۶ ساله نوشته شده، نشان تجار او سمت چپ قرار دارد و نشانگر ازدواج او در سال ۱۵۴۴ با Dame Anne Read (نام خانوادگی فرنلی)، با حروف اول این زن و شوهر "AG" و "TG" که در زمینه تعهدات ازدواج آمده‌است:عشق، خدمت و اطاعت (راست)؛ جمجمه انسان وانیتاس(vanitas) را نشان می‌دهد. مدرسه فلامانی، مجموعه شرکت Mercers '، شهر لندن

سر توماس گرشام سالمند (‎/ˈɡrɛʃəm/‎؛ ج ۱۵۱۹–۱۵۲۱ نوامبر ۱۵۷۹)، تاجر و سرمایه‌گذار انگلیسی بود که به نمایندگی از پادشاه ادوارد ششم(۱۵۴۷–۱۵۵۳) و دو خواهر او، ملکه ماری اول (۱۵۵۳–۱۵۵۸) و ملکه الیزابت اول (۱۵۵۸–۱۶۰۳) عمل کرد. گرشام در سال ۱۵۶۵در لندن صرافی سلطنتی خود را پایه‌گذاری کرد.

## ریشه‌ها
گرشام در یک خانوادهٔ قدیمی نورفولک تبار در شهر لندن متولد شد، یکی از چهار فرزند ریچارد گرشام، لرد شهردار لندن و بازرگان برجسته آن شهر بودکه توسط پادشاه هنری هشتم به موجب مذاکره دربارهٔ وام‌های دلخواهشان با بازرگانان خارجی به عنوان شوالیه شهر شناخته شد.

## تحصیلات
گرشام در مدرسه سنت پل تحصیل کرد. پس از این، با وجود آن که پدرش می‌خواست توماس در آینده تاجر شود، سر ریچارد ابتدا او را به دانشگاه گونویل و کالج کایوس کمبریج فرستاد. او در حالی که همچنان در کمبریج بود، همزمان در شرکت Mercers نزد عمویش سر جان گرشام، مؤسس مدرسه گرشام شاگردی می‌کرد.

## نماینده در کشورهای پایین‌تر
شرکت mercers در سال ۱۵۴۳ گرشام ۲۴ ساله را به عنوان فروشنده شرکت پذیرفت و بعد از آن گرشام در همان سال انگلستان را به مقصد کشورهای پایین‌تر ترک کرد و در آنجا به دلیل حساب شخص وی یا پدر یا حساب شخصی با عموی خود، تجارت خود را به عنوان یک تاجر در حالی که در امور مختلف به عنوان نماینده پادشاه هنری هشتم فالیت می‌کرد ادامه داد. گرشام در سال ۱۵۴۴ با خانم آن فرنلی، بیوهٔ بازرگان لندنی، سر ویلیام رد، ازدواج کرد، اما اقامت خود را در کشورهای پایین نگه داشت، و جایگاه خود را در آنتورپ در بلژیک فعلی (هلند اسپانیایی آن زمان) مستقر کرد، جایی که به شهرت بازار معروف خود معروف شد. بازار بازی

## تیزبینی مالی

### نجات پوند
زمانی که در سال ۱۵۵۱ سو ء مدیریت سر ویلیام دانسل، تاجر پادشاه با کشورهای پایین دست، موجب خجالت مالی دولت انگلستان شد، بعد از آن در پی پیشنهادهای او مقام‌های گرشام را برای مشاوره فرا خواندند، گرشام خواهان دریافت روش‌های مختلف بود در نتیجه بسیار مبتکرانه، اما کاملاً خودسرانه و ناعادلانه برای افزایش دادن ارزش پوند استرلینگ در بورس آنتورپ استفاده کرد که آن چنان موفقیت‌آمیز بود که در طول چندین سال پادشاه ادوارد ششم تقریباً تمام بدهی‌های خود را پرداخت کرد. دولت در تمام مشکل‌های مالی خود از گرشام مشاوره می‌گرفت، و همچنین در بسیاری از موارد گرشام را در مأموریت‌های مختلف دیپلماتیک استخدام می‌کرد. او حقوق مشخصی نداشت، اما به عنوان پاداش خدماتی کمک‌های گوناگون زمینی که ارزش سالانه آن در نهایت حدود ۴۰۰ پوند در سال بود از پادشاه ادوارد دریافت می‌کرد.

### خدمات بعدی به تاج و تخت
گرشام با جابجایی آلدرمن ویلیام دانتسی در دورهٔ ملحق شدن ملکه ماری در سال ۱۵۵۳ برای دورهٔ کوتاهی از دادگاه دل‌زده شد. به دلیل آن که عملیات مالی دانتسی ناموفق بود، گرشام به زودی باز هم مستقر می‌شد. گرشام همان‌طور که ذوق غیرتمندانه خود را برای خدمت به ملکه بروز می‌داد، و توانایی زیادی را در مذاکره‌های وام و قاچاق پول، اسلحه و کالاهای خارجی نشان می‌داد، نه تنها خدمت‌های او دردوران سلطنت ملکه ماری(۱۵۵۳–۱۵۵۸) حفظ شد، بلکه در زمان سلطنت ملکه الیزابت(۱۵۵۸–۱۶۰۳) علاوه بر حقوق و دستمزدش بیست شیلینگ دیه برای زمین‌های کلیسا کمک هزینه ای که به ارزش سالانه ۲۰۰ پوند بود را دریافت کرد. گرشام در سال ۱۵۵۹ قبل از عزیمتش علاوه بر آن که در پست خود به عنوان نماینده مالی تاج فعالیتش را ادامه می‌داد، به عنوان نماینده تام‌الاختیار در دادگاه دوشس مارگارت بارما، فرمانده هلند عمل کرد و به عنوان لیسانس شوالیه لقب گرفت. دوران ناآرام قبل از شورش هلند در ۱۰ مارس ۱۵۶۷ او را مجبور به ترک آنتورپ کرد. با وجود آن که او باقیمانده عمر خود را در لندن گذراند، اما تجارت خود را تحت عنوان بازرگان و نماینده مالی دولت به همان روش قبلی ادامه داد. بنگاه‌های اقتصادی گرشام را به یکی از ثروتمندترین مردان نسل خود در انگلیس تبدیل کردند.
ملکه الیزابت همچنین قابلیت‌های گرشام را به روش‌های گوناگون از جمله بازی در نقش گالر لیدی مری گری (خواهر لیدی جین گری) از روش‌های مختلف دیگر مفید دانست، برای همین منظور از ژوئن ۱۵۶۹ تا انتهای سال ۱۵۷۲ به عنوان مجازات برای ازدواج با توماس کیز گروهبان بندبان، در خانه‌اش زندانی شد.

### تأسیس بورس رویال
گرشام در سال ۱۵۶۵ به دادگاه عمومی شهر آلدرمن پیشنهاد داد که با هزینه شخصی خودش سازمان بورس یا صرافی ایجاد کند. Royal Exchange(مبادله سلطنتی) چگونه و از چه راهی پدیدار شد. از بورس آنتورپ به شرطی که شرکت برای این منظور مکان مناسبی را فراهم کند. الگو گرفته شد؛ به نظر می‌رسد که گرشام در این پیشنهاد توجه خود را بر منافع شخصی خود و همچنین به سود عمومی بازرگان‌های شهر قرار داده‌است، زیرا اجاره سالانه ۷۰۰ پوند که بیش از بازپرداخت کافی برای مشکل‌ها و هزینه‌های خود برای مغازه‌های قسمت‌های بالایی ساختمان بود دریافت کرد.
پایه و اساس (مبادله سلطنتی) تاریخچهٔ بازی توماس هیوود به صورت مقابل است: اگر من را نمی‌شناسی، هیچ‌کس را نمی‌شناسی قسمت ۲، که در آن لرد کیفیت ساختمان را وقتی از او سؤال می‌شود که آیا او «قاب بهتر» را دیده‌است بزرگ می‌کند:
"نه در زندگی من؛ با وجود این که من در ونیز بوده‌ام . . . کلیسایی در ریالتو وجود دارد به نام سنت مارک که اگر با این مقایسه شود، این همانند یک تابلو است. نزدیکترین چیزی که بیشتر به این شباهت دارد، Burse بزرگ در آنتورپ است، اما از نظر ارتفاع یا پهنا، انبار منصفانه یا مغازه‌های زیبا در بالا قابل مقایسه نیست. اوه لرد شهردار من، این گرشام به شهر شما در لندن لطف زیادی کرده‌است. شهرت او مدتها بیش از او زنده خواهد ماند. "

## ازدواج و زاد و ولد
گرشام در سال ۱۵۴۴ با آن فرنلی، بیوهٔ تاجر لندنی‌تبار سر ویلیام رید ازدواج کرد. او از همسرش تنها یک پسر داشت که قبل از او پیشوازش بود. او همچنین یک دختر نامشروع دیگر نیز داشت که حدود سال‌های ۱۵۴۶تا ۱۶۲۲با سر ناتانیل بیکن، برادر ناتنی فرانسیس بیکن، اولین ویسکونت سنت آلبانس، ازدواج کرد و از آن پس آن لیدی بیکن نام گرفت.

## مرگ و دفن
گرشام، در تاریخ ۲۱ نوامبر ۱۵۷۹ به صورت کاملاً ناگهانی بر اثر ابتلا به آپوکسی، در گذشت و در کلیسای سنت هلن بیشاپسگیت در شهر لندن به دفن شد.

## وصیت نامه تأسیس کالج گرشام
گرشام به غیر از مبالغ اندکی که برای خیریه‌های مختلف هزینه می‌کرد، پس از مرگش به بیوه و وارثانش وصیت کرد که بخش عمده ای از املاک خود را (متشکل از املاک در لندن و اطراف انگلیس با درآمد بیش از ۲۳۰۰ پوند در سال) و خانه خود در خیابان بیشاپسگیت و اجاره از تبادل سلطنتی، به منظور سازماندهی یک کالج که در آن هفت استاد باید هر کدام یک روز در هفته سخنرانی‌هایی را در نجوم، هندسه، فیزیک، قانون، الوهیت، بلاغت و موسیقی داشته یاشند، باید در اختیار شرکت لندن و شرکت مرسرز قرار بدهند بنابراین، کالج گرشام، اولین مؤسسه آموزش عالی در لندن، در سال ۱۵۹۷ طبق وصیت گرشام تأسیس شد.

## قانون گرشام
قانون گرشام که به این سادگی بیان شده‌است: ("پول بد موجب بد رفتاری می‌شود") نام خود را از او (گرشام) گرفته‌است. (اگرچه دیگران، از جمله ستاره‌شناس، نیکولاس کوپرنیک، این مفهوم را سالها تشخیص داده بودند) زیرا وی به ملکه الیزابت اصرار می‌کرد پول رایج انگلیس را هم چون گذشته بازگردانند. با این حال، سر توماس هرگز چیزی مانند قانون گرشام ، که برداشت سال ۱۸۵۷ از هنری دونینگ مک لود، اقتصاد دان دارای مهارت در خواندن متنی است که نوشته نشده‌است، فرموله نکرد.

## ملخ گرشام
تاج موروثی گرشام: توسط کالج گرشام که او بنیان‌گذاری کرده‌است یک ملخ، (ملخی طلایی بر روی تپه سبز) بر روی کوه ورت، به نمایش درمی‌آورد. همچنین در سال ۱۵۶۵ مسیر آب و هوایی (بادنما) را در بورس رویال در شهر لندن تشکیل می‌دهند. توسط گرشام تأسیس شد. تالار فنل هال در بوستون، ماساچوست نیز این دستگاه نشان‌شناسی را قرض گرفته است. گرشام نشان ملی برازوند است: نقره، یک سوراخ ارمینس شورون بین سه بچه سمور.
بر اساس افسانه‌های کهن، بنیان خانواده، راجر دو گرشام بر یک بچه پایه‌گذاری شده بود که در قرن سیزدهم در هنگام نوزادی وقتی تازه متولد شده بود در میان چمن‌های دراز در نورفولک رها شده بود و در آنجا توسط ملخ توجه زنی به آن کودک جلب شد و این گونه پیدا شد. با وجود آن که یک داستان زیباتر که بیشتر احتمال دارد درست باشد آن است که ملخ به سادگی یک چهار چوب در منقوش تاج بازی بر روی صدا "grassh-" و "Gresh-". خانواده گرشام به عنوان شعار خود از فیات ولونتاس توآ استفاده می‌کنند ("کار تو انجام می‌شود").

## میراث
- قانون گرشام؛
- صرافی سلطنتی، که وی در سال ۱۵۶۵ تأسیس کرد، در سال ۱۵۷۱ افتتاح شد.
- کالج گرشام، با بودجه وصیت نامه وصیت نامه وی در سال ۱۵۷۱، در سال ۱۵۹۷ افتتاح شد.
- خیابان گرشام در شهر لندن که از سمت سنت مارتین لو گراند نزدیک کلیسای جامع سنت پل عبور می‌کند، از یادبود وی به نام گیلد هال و بانک انگلیس عبور می‌کند.
- کاخ گرشام در بوداپست به نام وی نامگذاری شده‌است.
- باشگاه گرشام در شهر نیز به احترام وی نامگذاری شد.
- هتل گرشام، دوبلین به‌طور غیر مستقیم به نام گرشام نامگذاری شده‌است. در سال ۱۸۱۷ توسط یکی دیگر از توماس گرشام تأسیس شد، که به این دلیل که او یک مزارع رها شده در پله‌های صرافی سلطنتی بود، این نام را به او دادند.
- جاده گرشام، نزدیک عمارت گرشام در هونسلو: پارک استرلی.

## در داستان
- گرشام بعنوان چهره ای در مجموعه رمانهای معمایی خیالی نویسنده انگلیسی، والری آناند ، بنام قلم فیونا باکلی ظاهر می‌شود. قهرمان داستانی داستان‌ها، اورسولا بلانچارد، در حالی که به عنوان یکی از عوامل گرشام کار می‌کرد، با شوهر اول خود در آنتورپ زندگی می‌کرد.
- گرشام همچنین به عنوان شخصیت اصلی کتاب هربرت استرانگ در مورد رودخانه لندن: داستانی از روزهای ملکه الیزابت (انتشارات دانشگاه آکسفورد، ۱۹۳۶) ارائه می‌شود.

### آلبوم عکس

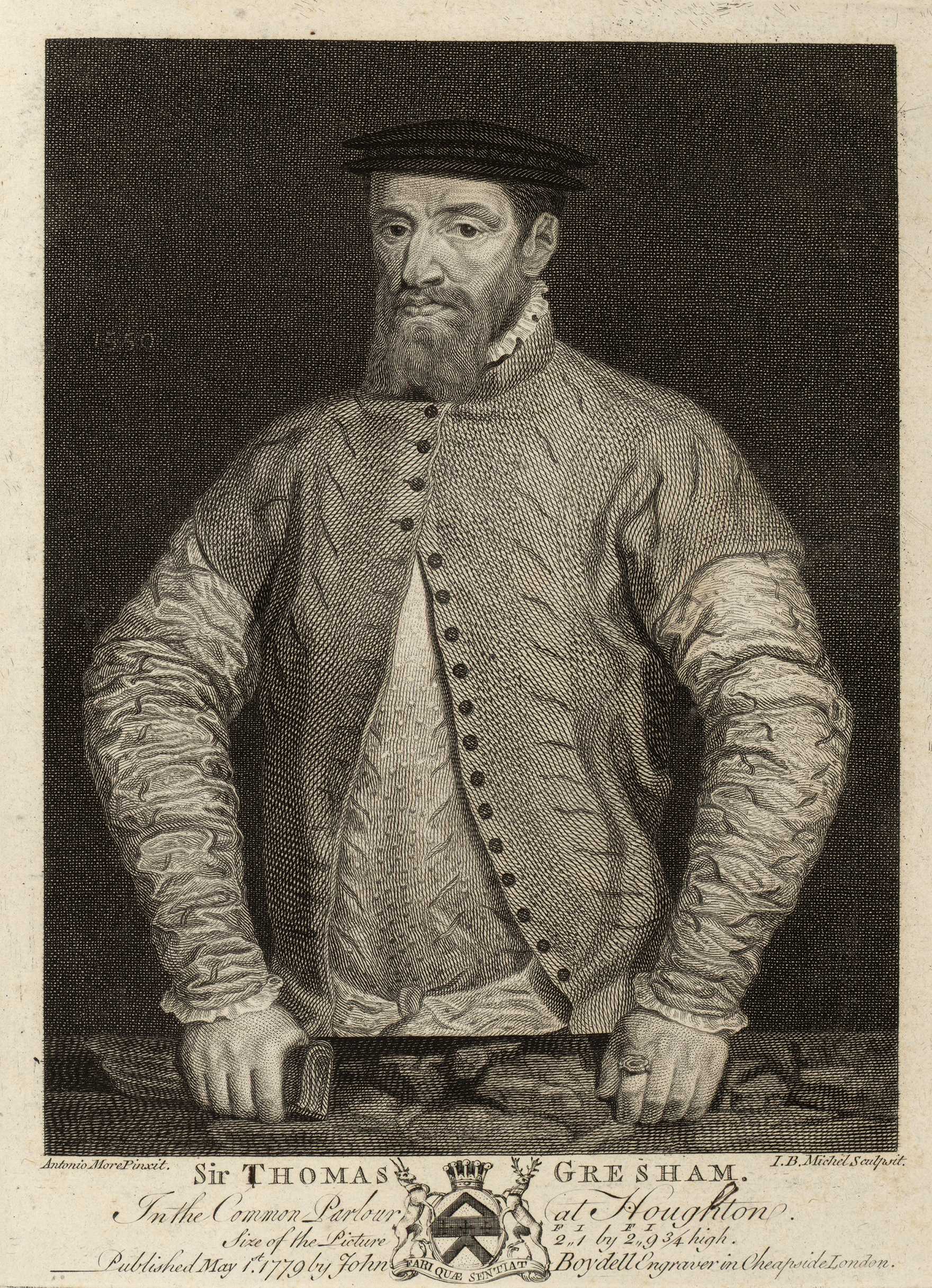
حکاکی قرن هجدهم سر توماس گرشام
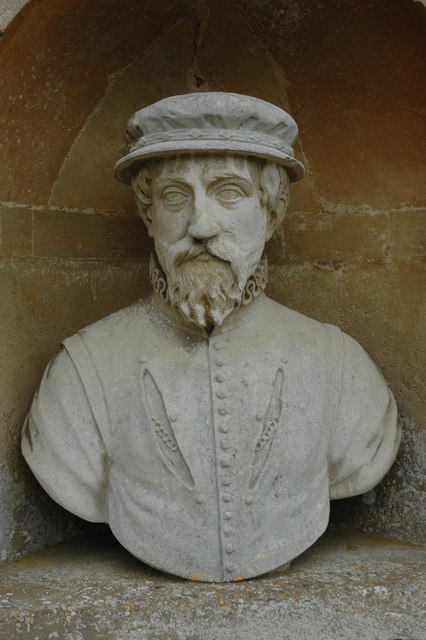
نیم تنه گرشام در
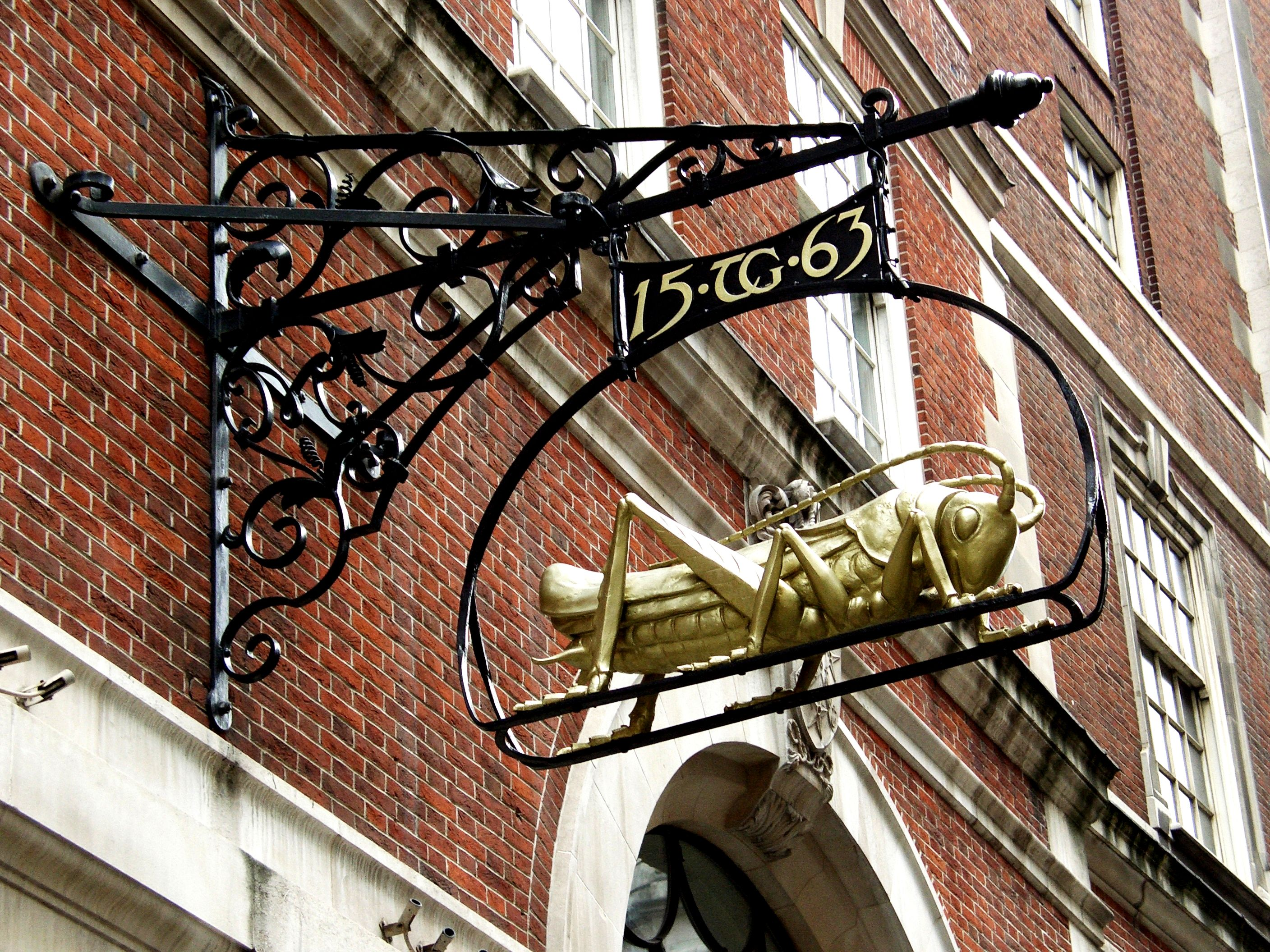
حروف اولیه گرشام "TG" و تاریخ ۱۵۶۳ با نشان طلای ملخ او ، به عنوان نشانه یک بانک در خیابان لومبارد ، مرکز تاریخی بانکداری در شهر لندن
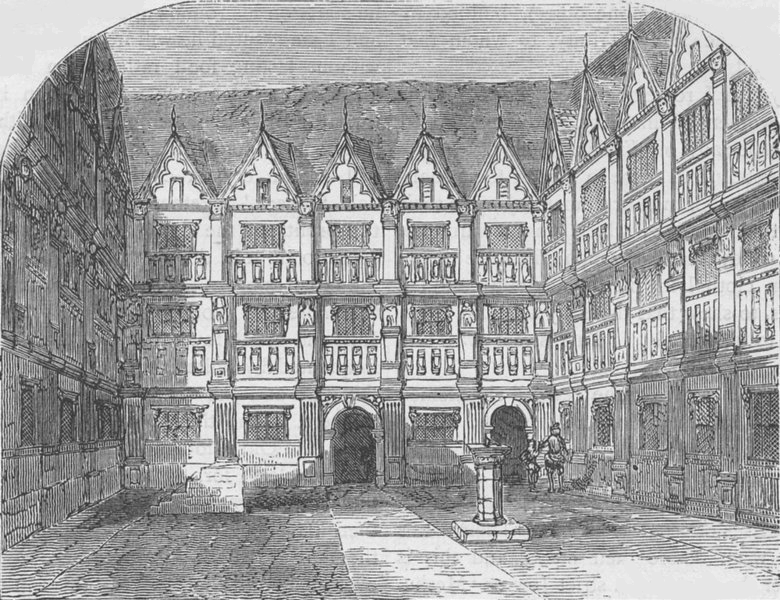
خانه شهری Sir Thomas & Lady Gresham در خیابان بیشاپسگیت
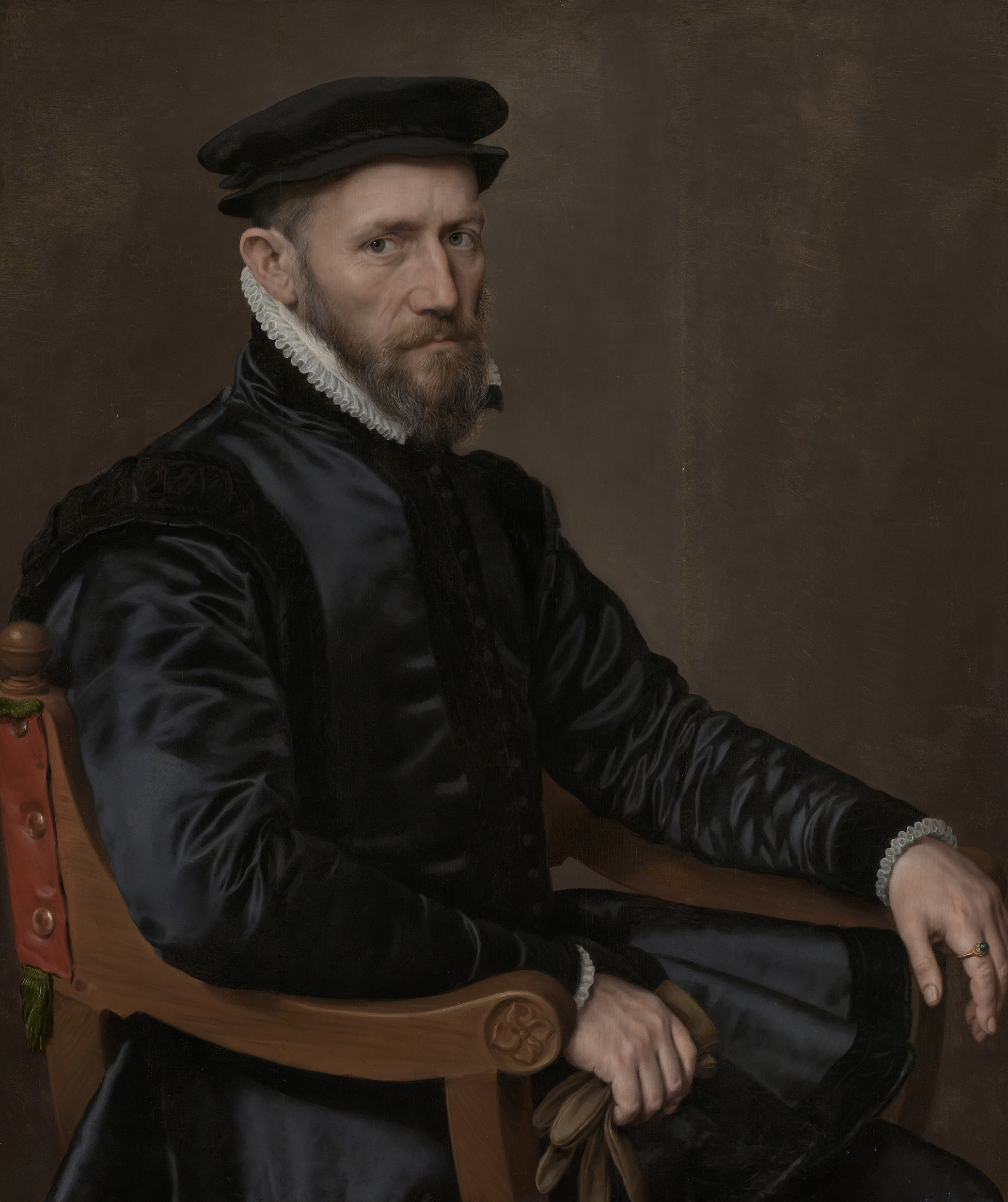
سر توماس گرشام ، پرتره ج. ۱۵۵۴ توسط آنتونیس مور
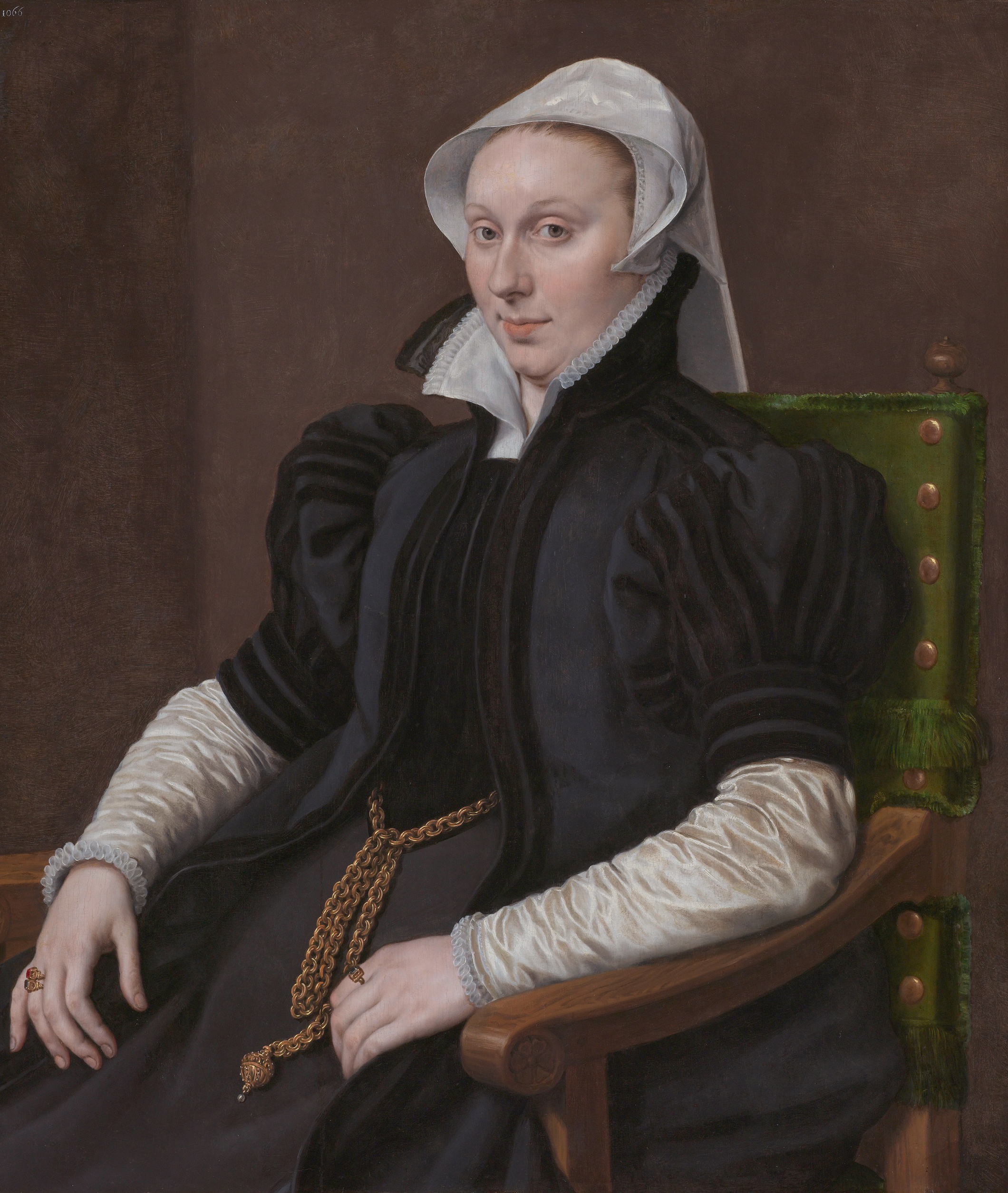
Dame Anne née Ferneley ، همسر سر توماس گرشام. پرتره ج ۱۵۶۰ توسط آنتونیس مور
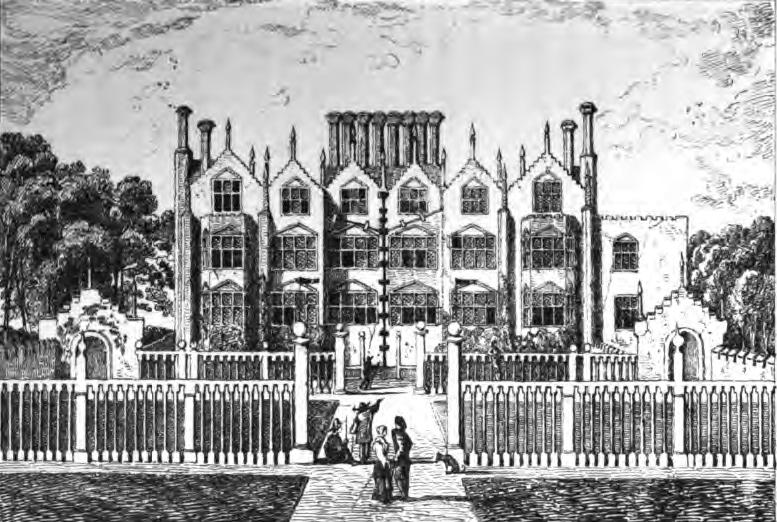
Intwood Hall ، املاک نورفولک گرشام
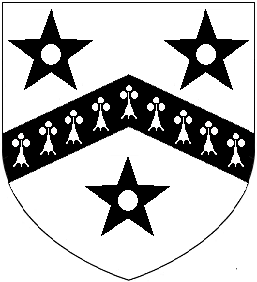
بازوهای گرشام : یک آرژانتین و یک شورون ارمینز بین سه مولت ، سوراخ را سوراخ کرد
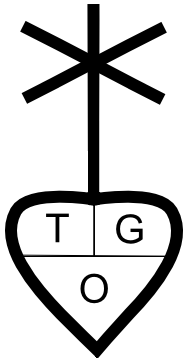
علامت تجاری تاج سر توماس گرشام همانطور که در تصویر پرتره ۱۵۴۴ از او متعلق به شرکت Mercers 'نشان داده شده‌است. همچنین همانطور که در Elmhirst ، ۱۹۵۹ نشان داده شده‌است ، با بارزتر «شکل قلب» ، که توسط علائم دیگر این نوع استفاده می‌شود ، به عنوان مثال. علامت بعدی HEICS

مدرسه استوو
- حروف اولیه گرشام "TG" و تاریخ ۱۵۶۳ با نشان طلای ملخ او ، به عنوان نشانه یک بانک[۷] در خیابان لومبارد ، مرکز تاریخی بانکداری در شهر لندن
- خانه شهری Sir Thomas & Lady Gresham در خیابان بیشاپسگیت
- سر توماس گرشام ، پرتره ج. ۱۵۵۴ توسط آنتونیس مور
- Dame Anne née Ferneley ، همسر سر توماس گرشام. پرتره ج ۱۵۶۰ توسط آنتونیس مور
- Intwood Hall ، املاک نورفولک گرشام
- بازوهای گرشام :

یک آرژانتین و یک شورون ارمینز بین سه مولت ، سوراخ را سوراخ کرد
- علامت تجاری تاج سر توماس گرشام همانطور که در تصویر پرتره ۱۵۴۴ از او متعلق به شرکت Mercers 'نشان داده شده‌است . همچنین همانطور که در Elmhirst ، ۱۹۵۹ نشان داده شده‌است ،[۸] با بارزتر «شکل قلب» ، که توسط علائم دیگر این نوع استفاده می‌شود ، به عنوان مثال. علامت بعدی HEICS